# Українка (Нікольська селищна громада)
Укра́їнка — село Нікольської селищної громади Маріупольського району Донецької області України. Відстань до центру громади становить близько 26 км і проходить автошляхом Н08.
Поблизу села розташований один із чотирьох відділів Українського державного степового природного заповідника Кам'яні Могили.

## Населення
За даними перепису 2001 року населення села становило 27 осіб, із них 37,04 % зазначили рідною мову українську, 59,26 %— російську та 3,7 %— грецьку мову.